# Вроцлавський театр ляльок
Вроцлавський театр ляльок (пол. Wrocławski Teatr Lalek) — ляльковий театр у польському місті Вроцлаві.

## Загальна інформація
Вроцлавський театр ляльок міститься в історичній будівлі в середмісті Вроцлава і розташований за адресою:
Театральна площа, буд. 4, м. Вроцлав (Польща).
Будинок, у якому в теперішній час працює ляльковий театр, був зведений за необароковим проектом німецького архітектора Блюммера в 1892—94 роках, а перебудо́ваний у 1905—09 роках також німцем Альбертом Ґрау (Albert Grau). Цей будинок зводився і служив спеціально для купецького зібрання міста.
Чинним директором театру є Роберто Скольмовський (Roberto Skolmowski).

## З історії театру
Ляльковий театр у Вроцлаві був організований відразу по ІІ Світовій війні стараннями Зенона та Ельжбети Калиновичів як Театр ляльки та актора (Teatr Lalki i Aktora).
У наступні півтора десятиліття заклад часто змінював локації, керівництво та артистичний склад, і, як наслідок, погляди на творчий розвиток театру.
Починаючи з 1962 року театр, що на той час мав офіційну назву Державний театр ляльок «Хохлік» (Państwowy Teatr Lalek «Chochlik»), містився по вулиці Свидницькій, 28. І від сезону 1963/64 рр., коли на чолі колективу став відомий польський культурний діяч Станіслав Стапф (pl:Stanisław Stapf), розпочався активний розвиток театру. Са́ме за керівництва п. Стапфа театр дістав свою сучасну назву Вроцлавський театр ляльок, а також переїхав до палацу на Театральній площі, щоправда тривалий час ділячи будівлю з іншими закладами культури.
Від 1967 року розпочала роботу мала сцена театру, вистави якої призначені для дорослої аудиторії.

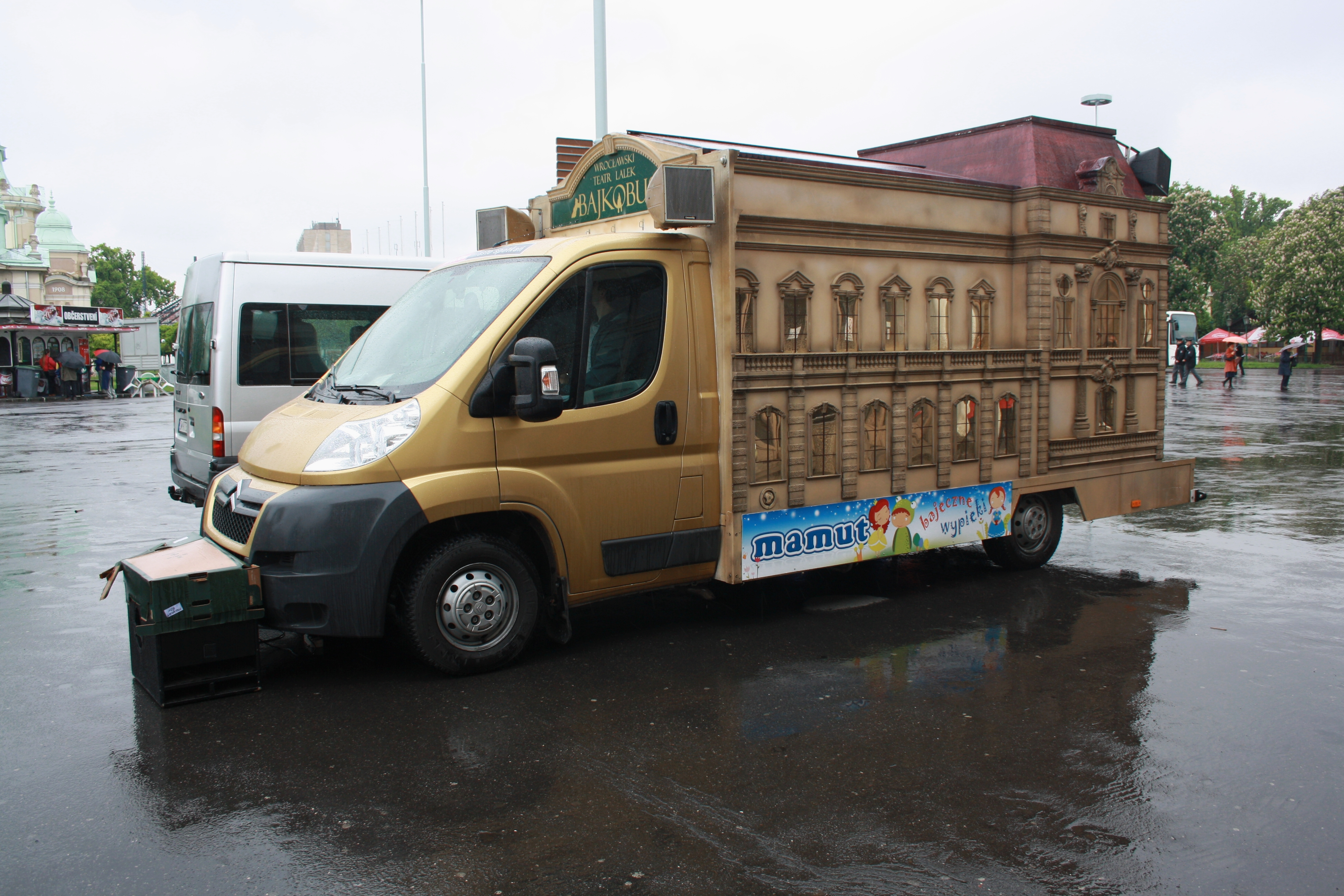
«Казкобус» (Bajkobus)

Від 23 грудня 1993 року за рішенням президента (мера) Вроцлава Богдана Здроєвського театр міститься в будинку колишнього купецького зібрання неподільно.
Від вересня 2007 року директором Вроцлавського театру ляльок є Роберто Скольмовський.
Починаючи з 1 червня 2008 року у Вроцлавському ляльковому впроваджено цікавий експеримент — мобільну сцену. Це автомобіль, так званий «Казкобус» (пол. Bajkobus), що оформлений наче будівля театру, що переїжджає з місця на місце і дає лялькові вистави. Така «сцена» є цікавою атракцією, як для містян, так і туристів.

## Джерело
- стаття про Вроцлавський театр ляльок у Польській Вікіпедії